# 神辺合戦
神辺合戦（かんなべかっせん）は、天文12年（1543年）6月から天文18年（1549年）9月4日まで、備後国神辺城（広島県福山市）を巡って大内氏・毛利氏と山名理興（尼子氏側勢力）の間で行われた一連の戦いである。6年以上に渡って断続的に行われ、大内・毛利方が勝利した。なお、この戦いは神辺合戦や神辺城の戦いなどと表記されるが、当時の城名は「村尾城」であり、「神辺城」の名は16世紀末以降に付けられている。本項では、現在の名称である「神辺城」で表記する。

## 背景
神辺城主の山名理興は、天文11年（1542年）の大内氏による尼子氏攻略の失敗を知ると、大内氏から離れ尼子氏についた。備後南部の要害である神辺城の離反は大内氏にとって痛手であったため、大内義隆は天文12年（1543年）、弘中隆兼・毛利元就に神辺城攻略を命じた。

## 戦いの経過

### 発端
天文12年（1543年）6月、早速行動を起こした山名理興は、沼田小早川領の椋梨（現・広島県三原市）へ兵を進めた。しかし、救援として出陣した毛利軍が山名軍の侵攻を阻止。翌7月には、安芸槌山城に駐留していた大内重臣の弘中隆兼も来援する。10月には山名側の援軍として来た尼子軍が撃退されてしまったため、攻勢に転じた大内・毛利軍は年末に神辺城まで攻め込んだ。理興は神辺城の防衛に成功したが、この年から神辺の戦いが始まったとされ、神辺城を巡る戦いは長期戦となった。
天文13年（1544年）になると、尼子氏の備後国攻略の橋頭堡である山名を支援すべく、3月には同国甲奴郡の田総に、7月には双三郡布野に（布野崩れ）、10月には豊田郡の高山城に尼子軍が進出するが、いずれも成果を挙げることはできなかった。

### 神辺城の孤立
同年11月、元就の三男・徳寿丸（後の小早川隆景）が竹原小早川家の当主となり、小早川氏は毛利一門に組み込まれた。これに先立つ8月頃に大内氏より竹原小早川氏に対して、神辺城の南東にある五箇庄（大門・引野・能島・野々浜・津之下）を押さえて城を築くよう指示されている（小早川家文書之二）。これは、現在は埋め立てられているが、当時の大門湾にあった港が備中国の尼子方勢力との中継点であったため、水軍を持っていた小早川軍による海からの攻略が狙いであった。
天文15年（1546年）ないし翌天文16年（1547年）に、竹原小早川軍は大門湾周辺の手城島城や明智山城を落とし、大門湾周辺の占拠に成功する（この時、大内軍の本陣は沼隈郡鞆に置かれており、徳寿丸も在陣していたとも言われている）。重要な支城を失った山名軍は、神辺城と大門湾の中間に位置する坪生庄の竜王山（現・清水山）に出城（坪生要害）を築いて対抗したが、天文16年（1547年）4月28日には坪生要害も陥落。この戦いに関する感状の幾つかに「隆景」の署名があるため、この時期に徳寿丸は元服し、坪生要害攻めで初陣を飾ったとされる。
同時に、大内・毛利の主力軍は陸路で神辺城を目指した。12月下旬には、国境まで近づいてきた尼子氏の救援軍を、大内家臣小原隆言が退ける。山名家家老の杉原盛重の奮戦もあって、神辺城の攻略にこそ至っていないものの、外郡に加えて内郡（うちごおり、備後国北部の内陸地域）も大内軍の勢力下となり、神辺城は孤立した。

### 天文17年の総攻撃
天文17年（1548年）6月、大内・毛利軍による神辺城総攻撃が行われる。『陰徳太平記』の"備後国神辺城合戦之事"によれば、大内義隆より総大将を命じられた陶隆房率いる周防国・長門国の軍勢5,000余騎に、毛利元就と毛利隆元・吉川元春・小早川隆景・平賀隆宗・宍戸隆家・香川光景らの兵を加えた10,000余騎とされる。総勢16,000余騎とする説もある。対する神辺城守兵は僅か1,000から1,500であった。
- 『陰徳太平記』では、吉川家の家督を継いで初の戦いとなる元春が、6月23日に1,000余騎を率いて神辺城下に火を放ったところ、杉原左ェ衛門太夫の手勢300余騎と交戦。これを見た杉原盛重が1,000余騎を率いて元春隊に攻めかかるが、勢い盛んな元春は押し返して城の柵際まで攻め、負傷し盛重が兵を退いたと伝えている。

『大内氏実録』では6月2日に毛利軍と山名軍の戦いが、陰徳太平記では6月18日と20日に総攻撃があったとされる。6月の戦いについては、元就・隆元父子が家臣に多くの感状を出しており「城越之鑓（やり）」という表現があることから、城の柵や塀越しの攻防が展開されたと思われるが、激戦の末に理興はその猛攻を凌ぎきった。
7月には、大内義隆から小原隆言と弘中隆兼に対して稲薙（青田刈り）を行うよう指示がある。この稲薙には、安芸西条の大内兵に加え、備後内郡の国人である馬屋原氏なども動員され、かなり大規模に行われた。なお、馬屋原氏への指示は毛利氏を通じて行われていることから、備後国内陸部の国人衆については、元就が統率していたと考えられる。

### 平賀隆宗による城攻め
年を越した天文18年（1549年）2月14日に、元就は元春・隆景を伴って山口へ向かい、3月5日には大内義隆と謁見している。この山口訪問は同年5月まで続いているが、陶隆房も備後から周防へ帰国しており、山口で元就らと会談している。
一方、2月には城麓で、4月には七日市や籠屋口（固屋口、小屋口）で大きな戦いが発生したが、神辺城は持ちこたえていた。大軍を率いて遠地に長期帯陣することを懸念した平賀隆宗の建言により、神辺城の北方にある要害山に向城（要害山城）を築くと、平賀氏の手勢800を残して陶や毛利などの大内主力軍は撤退する。なお、隆宗が城攻めの一任を求めた理由として、理興に対して少なからず遺恨があるためとしている。なお、隆宗が"陣中より"申し出たのは天文18年4月とされる（『大内氏実録』）。
山名理興と平賀隆宗は幾度も小規模な戦闘を繰り返していたようで、『陰徳太平記』には、3日間に渡って行われた両者が戦った様子を、"平賀杉原合戦之事"として書いている（ただし、合戦日を天文18年11月19日から3日間として描いており史実とは矛盾する）。
7月3日には平賀隆宗が陣中で病没するが、残った平賀勢は弔合戦として城攻めを続行。ついに9月4日の夜に、理興は神辺城を捨てて逃亡したことで、神辺合戦は落着した。
- 『陰徳太平記』第18巻には、長引く対峙に決着をつけようとした隆宗の申し込みにより、天文19年（1550年）10月13日に弓矢の勝負を行って、負けた理興が城を明け渡したという逸話が書かれている（ただし、隆宗の死亡は天文18年7月4日、理興の逃亡は同9月4日であり、実際には成り立たない）。

## 戦後
神辺城落城の知らせを受け、大内氏は弘中隆兼と青景隆著を派遣し、戦後処理に当たらせた。神辺城には城番として隆著が入ることとなり、備後外郡一帯の大内氏拠点となる。
また、尼子氏は備後攻略の拠点を失うこととなった。再び尼子氏が本格的な備後攻略を試みるのは、天文20年（1551年）の大寧寺の変により大内義隆が討たれた後である。
一方、出雲に逃げていた山名理興は、天文23年（1554年）に毛利氏が大内氏・陶氏と断交（防芸引分）すると、帰国して毛利氏に恭順。毛利氏の勢力下になっていた神辺城に、毛利氏配下の将として入ることとなった。ただし、近年では、天文21年（1552年）で理興の重臣であった杉原豊後守某が山名氏を離反。大内氏の勢力下になっていた神辺城に、大内氏配下の将として入ることになったと考えられている。更に大内氏と毛利氏が対立すると、天文23年（1554年）10月までに豊後守は毛利氏に従ったという。軍記物などの古い伝承では山名理興と杉原豊後守が混同されていたが、両者が別人であることが確実になったことで山名理興は逃亡後にそのまま没落してしまったと推測されている。
その後、弘治2年（1556年）に理興（実際には杉原豊後守が正しいか）が病死すると、吉川元春の推薦により、理興の家臣（豊後守の分家筋）であった杉原盛重が神辺城を継承している。